# Chicago Lakefront Trail
Het Chicago Lakefront Trail (LFT) is een 30 kilometer lang wandel- en fietspad in de Amerikaanse stad Chicago, op de oever van het Michiganmeer. 
Het pad werd in 1963 geopend door burgemeester Richard Joseph Daley als de eerste officiële fietsroute van de stad. In recente jaren werden de fiets- en wandelpaden op de meeste plaatsen van elkaar gescheiden. Het Lakefront Trail is een veelgebruikte route voor hardlopers, wielrenners en pendelaars. 
Het pad loopt van East 71st Street in South Shore in het zuiden tot aan Kathy Osterman Beach in Edgewater in het noorden en verbindt de vier grote stadsparken langs het water in Chicago – Lincoln Park, Grant Park, Burnham Park en Jackson Park.